# Myślina
Myślina (niem. Bachheiden, dodatkowa nazwa w j. niem. Mischline) – wieś w Polsce, położona w województwie opolskim, w powiecie oleskim, w gminie Dobrodzień.
W latach 1954–1972 wieś należała i była siedzibą władz gromady Myślina. W latach 1975–1998 miejscowość należała administracyjnie do województwa częstochowskiego.

## Nazwa
Według niemieckiego językoznawcy Heinricha Adamy’ego nazwa wywodzi się od polskiego określenia "myślistwa". W swoim dziele o nazwach miejscowości na Śląsku wydanym w 1888 roku we Wrocławiu jako najstarszą nazwę wymienia Myslina podając jej znaczenie "Jagdplatz" czyli w języku polskim "miejsce łowów, rewir łowiecki". Nazwa została później fonetycznie zgermanizowana na Mischline tracąc swoje pierwotne znaczenie.
10 grudnia 1936 r. w miejsce nazwy Mischline władze NSDAP w ramach wieloregionowej akcji wprowadziły nową, pozbawioną słowiańskich korzeni nazwę Bachheiden. 12 listopada 1946 r. nadano miejscowości polską nazwę Myślina.

### Historia
W latach 1816-1927 gmina należała do powiat strzeleckiego, a wizerunek ma pieczęci gminnej przedstawiał trzy świerki na trzech pagórkach. Po zmianie przynależności do powiatu dobrodzieńskiego utrzymano wizerunek na pieczęci, zmieniając jedynie legendę pieczęci.
Wedle spisu z 1 grudnia 1910 r. w miejscowości mieszkało 351 Polaków. Do głosowania podczas plebiscytu uprawnionych było w Myślinie 214 osób, z czego 177, ok. 82,7%, stanowili mieszkańcy (w tym 176, ok. 82,2% całości, mieszkańcy urodzeni w miejscowości). Oddano 210 głosów (ok. 98,1% uprawnionych), w tym 210 (100%) ważnych; za Polską głosowały 144 osoby (ok. 68,6%), a za Niemcami 66 osób (ok. 31,4%). W 1933 r. w miejscowości mieszkało 609 osób, a w 1939 r. – 665 osób.
W 2006 r. w Myślinie mieszkało 600 osób.

## Związani ze wsią
W Mischline urodził się niemiecki fotograf Benno Bartocha (1936-2020).